# Леменка (приток Волги)
Леменка — река в Селижаровском районе Тверской области России, правый приток Волги.

## География
Река берёт начало у деревни Куниченково. Течёт на север. Устье реки находится в 3451 км по правому берегу реки Волги (озеро Волго). Длина реки составляет 16 км.
На реке расположено озеро Лемно (56°49′55″ с. ш. 33°03′58″ в. д.). Площадь озера составляет 0,36 км², водосборная площадь — 21,8 км². Озеро расположено на высоте 212 м.

## Данные водного реестра
По данным государственного водного реестра России, относится к Верхневолжскому бассейновому округу. Речной бассейн — (Верхняя) Волга до Куйбышевского водохранилища (без бассейна Оки), речной подбассейн — Волга до Рыбинского водохранилища, водохозяйственный участок — Волга от Верхневолжского бейшлота до города Зубцова без реки Вазузы от истока до Зубцовского гидроузла.